# Iulius Saturninus

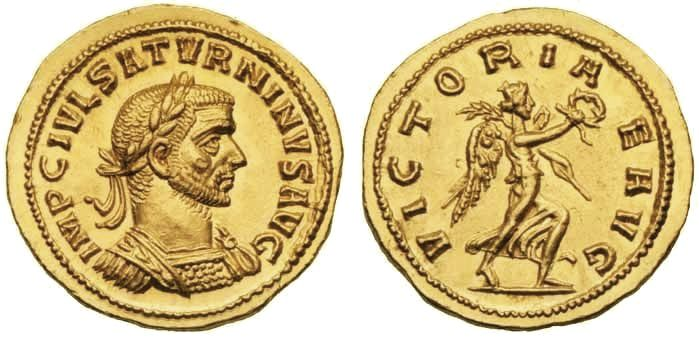
Aureus des Saturninus

Gaius Iulius Saturninus († 281 in Apameia am Orontes) war ein römischer Usurpator im 3. Jahrhundert. Sein Lebensbericht beruht weitgehend auf seiner Vita in der spätantiken (und oft notorisch unzuverlässigen) Historia Augusta, so dass die nachfolgende Darstellung nur mit Vorsicht zu behandeln ist.
Der Vita in der Historia Augusta nach war er Gallier von Geburt; nach Zosimos (1,66) soll er hingegen Maure gewesen sein. Kaiser Probus ernannte ihn (wohl) 279 zum Statthalter der Provinz Syria, wo ihn wohl im Jahr 281 seine eigenen Truppen zum Kaiser erhoben. Bevor Probus auf die Bedrohung reagieren konnte, war Saturninus, der angeblich widerwillig zum Purpur gegriffen hatte, bereits durch seine eigenen Truppen in Apameia ermordet worden.